# ターヤ・トゥルネン
ターヤ・トゥルネン（タルヤ・ソイレ・スサンナ・トゥルネン・カブリ、Tarja Soile Susanna Turunen Cabuli、1977年8月17日 - ）は、フィンランド、キテー出身のソプラノ歌手。しばしばオペラ歌手と見なされるが、本人によるとむしろリート歌手である。片仮名表記についてはドイツを経由して日本で知られたためか、ドイツ語に近い「ターヤ」の表記が用いられる。日本でのメーカー表記によるアーティスト名は「ターヤ」のみとなっている。
シンフォニック・メタル・バンドのナイトウィッシュのボーカリストを務めていたが、2005年に退団。その後はドラマやコマーシャル等のテレビ番組へ出演するなど活躍の幅を広げながら、アルバム制作やツアーなどの活動を行っている。2007年には、ニュークリア・ブラスト設立20周年を記念して結成されたプロジェクトニュークリア・ブラスト・オールスターズに参加した。

## 略歴

### 生い立ち - レコード・デビュー
幼少期はソウルを始めとするポピュラー音楽を愛好し、教師から「君は第二のホイットニー・ヒューストンになれる」などと言われたものの、その後クラシック音楽へと転向する。
18歳の時にシベリウス音楽院に入学。在学中の1995年に『ロミオとジュリエット』のアルバムに参加、1997年にサヴォンリンナ・オペラ・フェスティバルに合唱で参加。同年にツォーマス・ホロパイネンに誘われてナイトウィッシュを結成、翌1998年に『エンジェルズ・フォール・ファースト』でレコード・デビュー。

### ナイトウィッシュの一員として

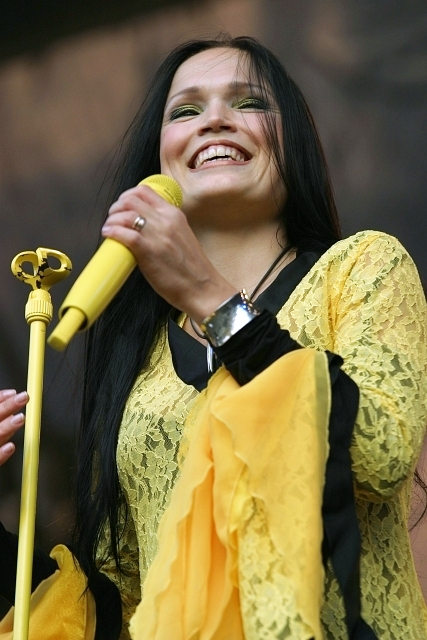
ベルギー・ハッセルト公演 (2005年8月)

ナイトウィッシュが国内でヒットしたことで知名度が上がり、フィンランドのバンドであるワルタリのプロデュースでフィンランド国立オペラにて上演されたモダン・バレエ『Evankeliumi (Evangelicum)』（1999年）にソリストとして参加した。
バンドが活動を休止した2001年、カールスルーエ音楽大学に入学。在学中もアルゼンチンのベーシストであるベト・ヴァスケスのアルバム『インフィニティ』（2002年）に参加。さらに『Noche Escandinava (Scandinavian Night)』と題してクラシックのコンサート・ツアーを行うなど、音楽活動の幅を広げていく。
2003年にはフィンランドの独立記念日にタルヤ・ハロネン大統領主催で催されたパーティに招かれて夫とともに出席。このパーティは国内最大級の社会的行事であり、テレビ局YLEの視聴者からベスト・ドレッサーに選出されるなど各メディアを飾ることとなった。
アルバム『ワンス』に伴う1年半に及ぶツアーに先駆け、『Noche Escandinava II』として再びツアーを行う。これは2002年の『Noche Escandinava』が好評だったのを受けて行われたもの。ツアーの模様は2005年にCD化された。
2004年末に初のソロ・シングル『Yhden Enkelin Unelma (One Angel's Dream)』を発売し、母国フィンランドでプラチナディスクの売り上げになる。
2005年、ドイツの歌手 Martin Kesici とデュエットした『Leaving You for Me』を発表。3月にはナイトウィッシュとして初来日ツアーを行った。
同年10月、ナイトウィッシュから解雇される。公式ホームページで公開されている他のメンバーからトゥルネンに宛てた書簡によれば、バンド活動における姿勢や傲慢さ、熱意の無さが許容できなくなり、他のメンバーとの心の溝が広がりすぎてしまったためであるとされている。トゥルネンはこれに対し自分が手紙の中で語られているような人間ではないと反論し、この問題の原因であるかのように夫を引き合いに出すのは間違っている、とした。

### ソロ歌手として

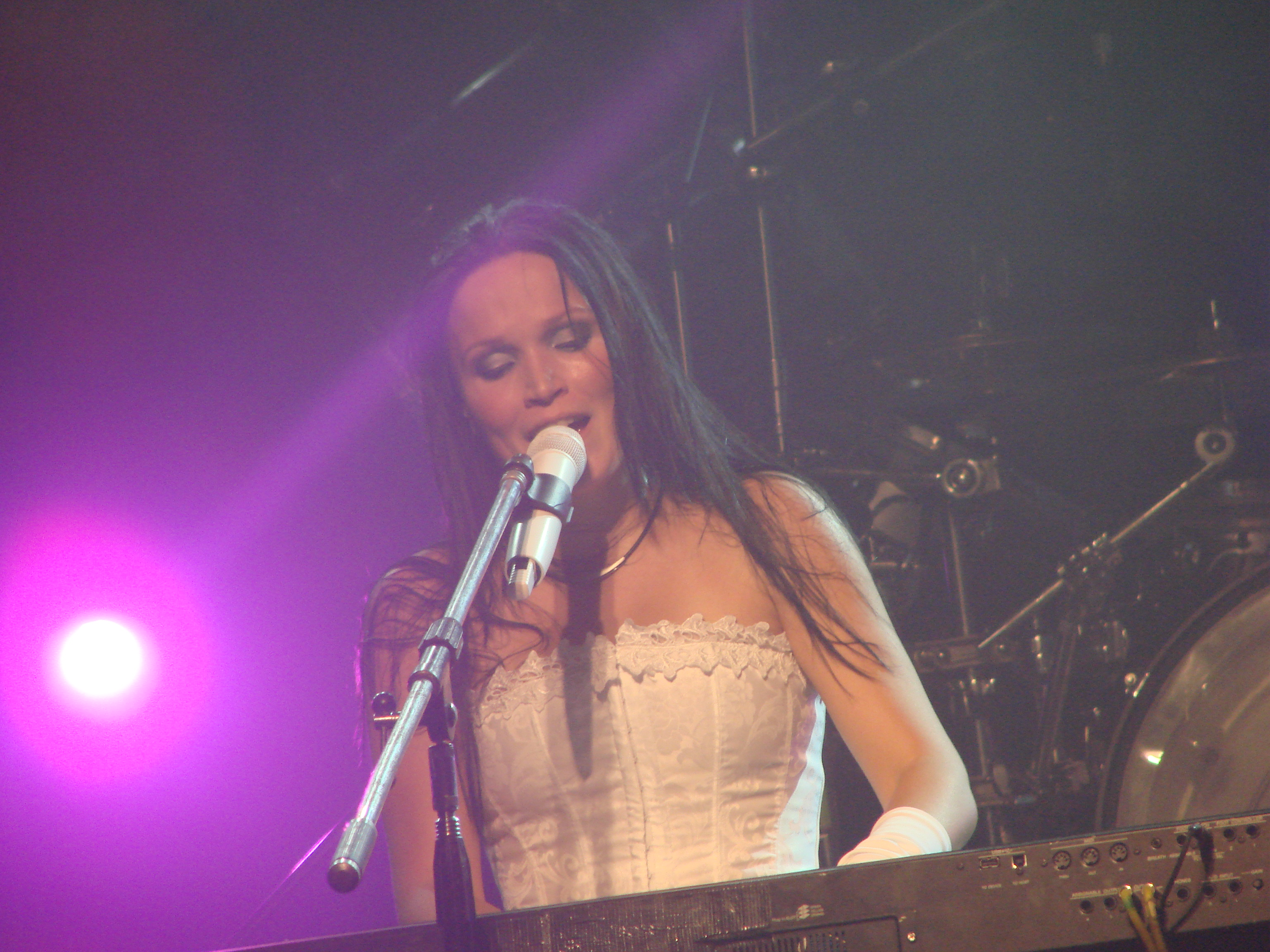
アルゼンチン・ブエノスアイレス公演 (2008年9月)

ソロ活動に専念することになったトゥルネンは、クリスマスにフィンランド、ドイツ、スペイン、ルーマニアを回る初めてのソロ・ツアーを行う。翌2006年、サヴォンリンナ・オペラ・フェスティバルにソリストとして参加し、テノール歌手ライモ・シルキアとクオピオ交響楽団と共演した。11月8日にクリスマス・アルバム『Henkäys Ikuisuudesta』、10月25日に先行シングル『You Would Have Loved』を発売。アルバムはゴールド・ディスクになった。
2007年11月、ソロ活動の本格的な第一歩となるアルバム『マイ・ウィンター・ストーム』を発表。母国フィンランドではリリース当日にゴールド・ディスクに認定される売上になった。その後チャートで1位になり、プラチナ・ディスクに認定されている。それに伴って行われたツアーでは、キコ・ルーレイロやマイク・テラーナ、兄のティモ・トゥルネンも参加し、世界各国で好評のうちに行われている。

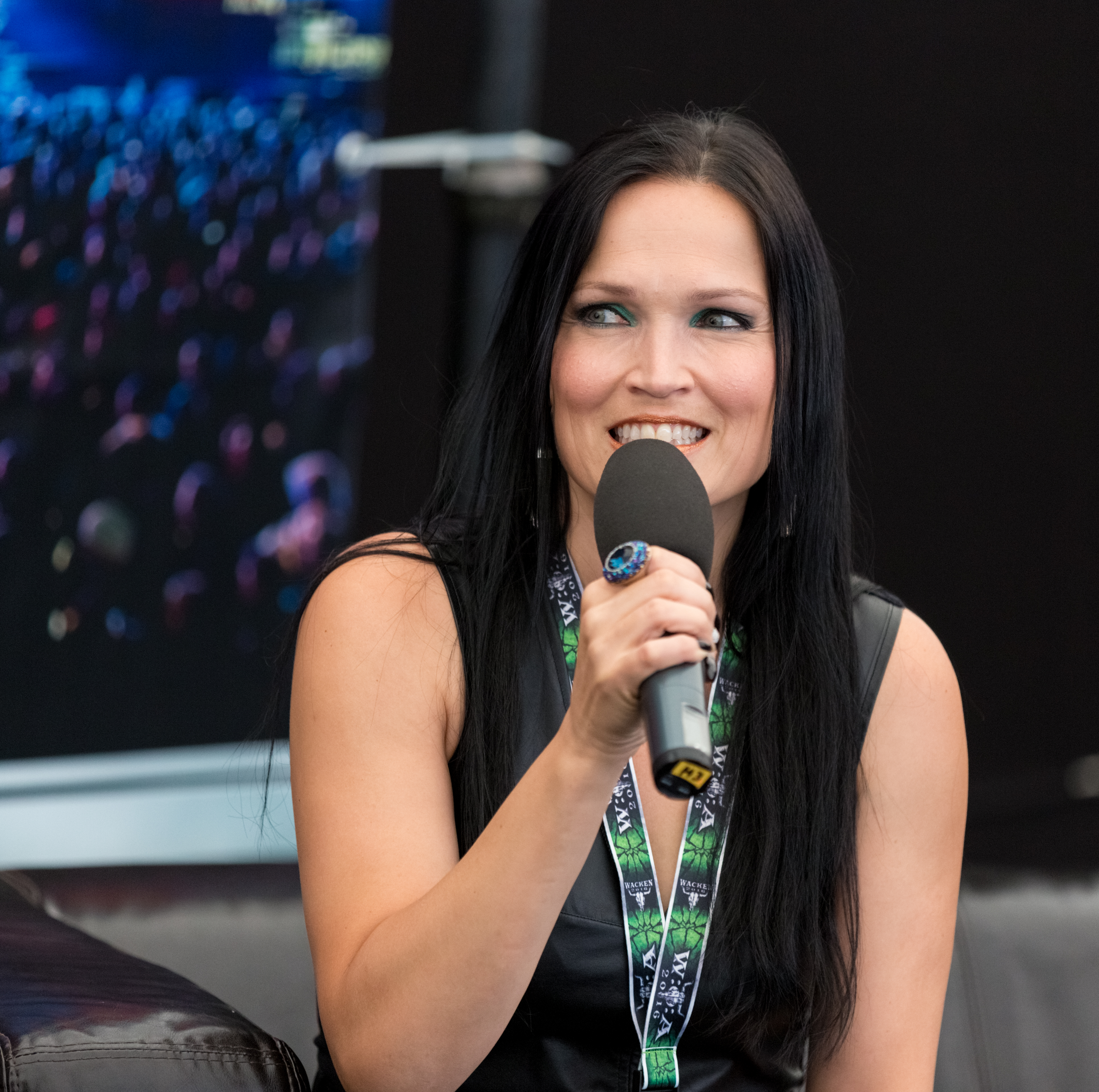
ドイツ・ヴァッケン公演バックステージ (2016年8月)

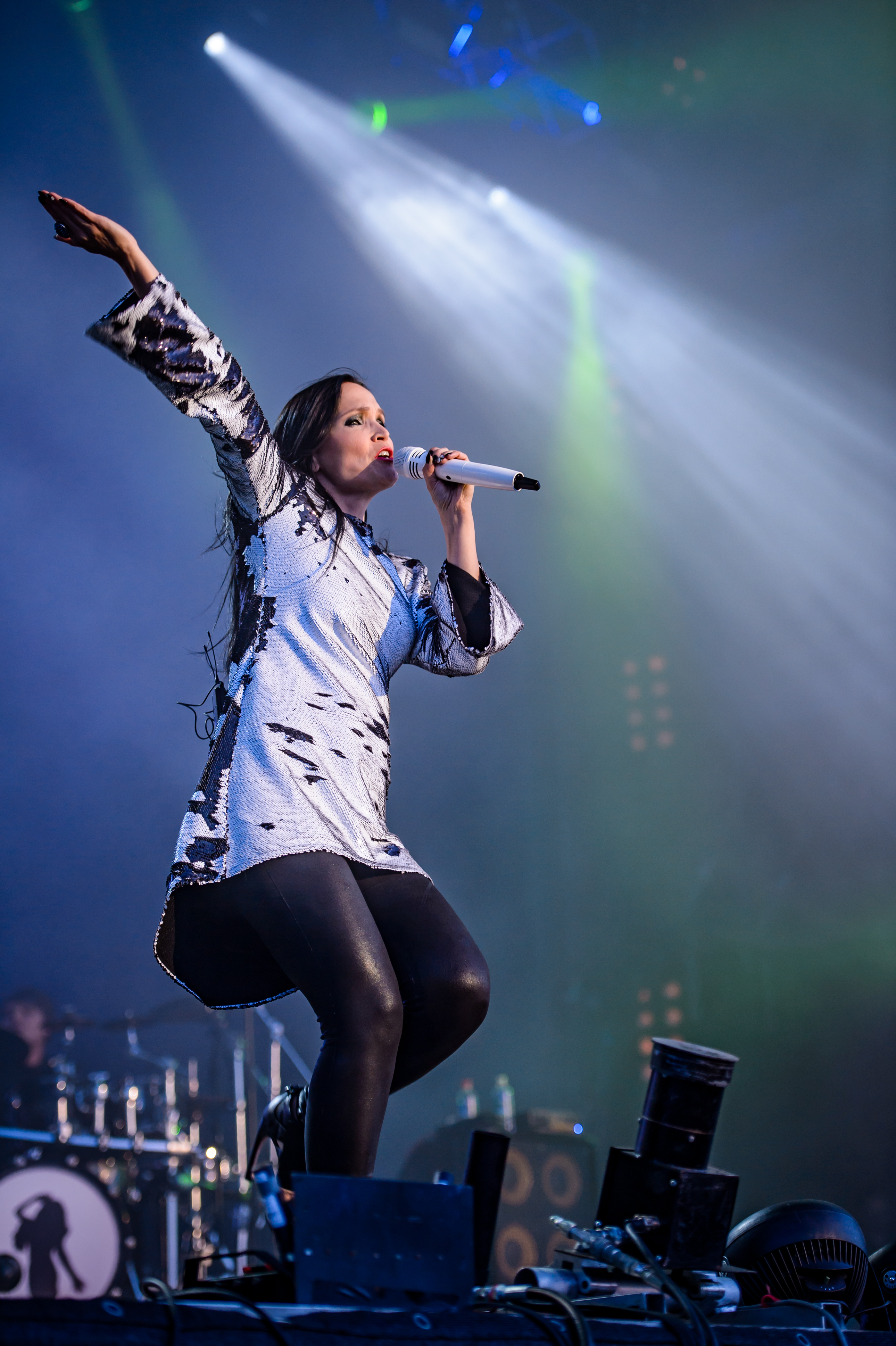
ドイツ・ヴァッケン公演 (2016年8月)

ソロ活動の成功に対してフィンランドのエマ賞では最優秀フィンランド人女性アーティスト賞にノミネートされる。ドイツのエコー賞では「2007年度に最も成功した新人」部門で受賞して、ジェームス・ブラントやケイティ・メルア、アヴリル・ラヴィーン、アリシア・キーズ、アナスタシアらと肩を並べた。
フィンランド独立50周年を記念して2007年12月6日に行われた祝賀コンサートではトゥオマス・ハンニカイネン（Tuomas Hannikainen）指揮するタピオラ・シンフォニエッタ（Tapiola Sinfonietta）と共演し、ジャン・シベリウスを初めとするクラシック歌曲を歌った。
2016年6月、ソロとしては初の来日公演を開催。

## 評価と遺産
トゥルネンの声は、批評家によって非常に強力で感情的であると評価されている。時には彼女の声はあまりにも訓練されている、または、メタル・ミュージックのためのオペラと言われているが、クラシック声を好まない批評家でさえ彼女の声はとてもメタルソングに合っていて、上手く歌いこなしていると認めている。
彼らのコラボレーションが終わるまで、トゥルネンはナイトウィッシュのトレードマークだった。彼女はナイトウィッシュの顔と声として認知されていたが、トーマス・ホロパイネンはバンドの魂であった。トゥルネンはナイトウィッシュの成功の鍵とみなされていた。彼女はメタルジャンルの他のミュージシャンから尊敬を集め、仕事に影響を与えた。例えば、エピカのシモーネ・シモンズは、クラシック音楽を勉強し、そのボーカルスタイルをメタルバンドに適用するにあたり、彼女からインスピレーションを受けた。
トゥルネンはヨーロッパ、特に活動拠点のフィンランドでメディアの注目を集めている。2003年12月、フィンランドの独立記念日を祝うタルヤ・ハロネン大統領主催のパーティにフィンランドの有名人と共に招かれた。このイベントは、国有放送局フィンランド国営放送によって毎年放送されている
。2007年12月、フィンランド独立90周年を記念して、タピオラ・シンフォニエッタと一緒にフィンランド国家「我等の地」を様々なバージョンで演奏した。コンサートは、フィンランド国営放送で放送され、フィンランドで200万人が視聴した 。2013年12月、サウリ・ニーニスト大統領も参加したトゥルク大聖堂のクリスマスイベントに、ソリストとして招かれた。このコンサートはクリスマスイブにYle TV1で放送された。彼女はソロ歌手として、フィンランドで10万枚以上のレコードを売り上げており、フィンランドで最も売れた女性ソロ歌手トップ50に入っている。
ヨーロッパでは、彼女の人気は主にハードロックとメタルシーンに限られている。2007年11月30日、レジーナ・ハルミッヒの最後の試合に招待されたときに、より広範に露出した。彼女の「I Walk Alone」のパフォーマンスは、ドイツの放送局ZDFによって放送され、880万人が視聴した。2015年春、『ザ・ヴォイス』のフィンランド版第4シーズンのスターコーチの1人になった。2015年版が成功を収めると、トゥルネンは2016年版のスターコーチの1人に選ばれた。

## ディスコグラフィ

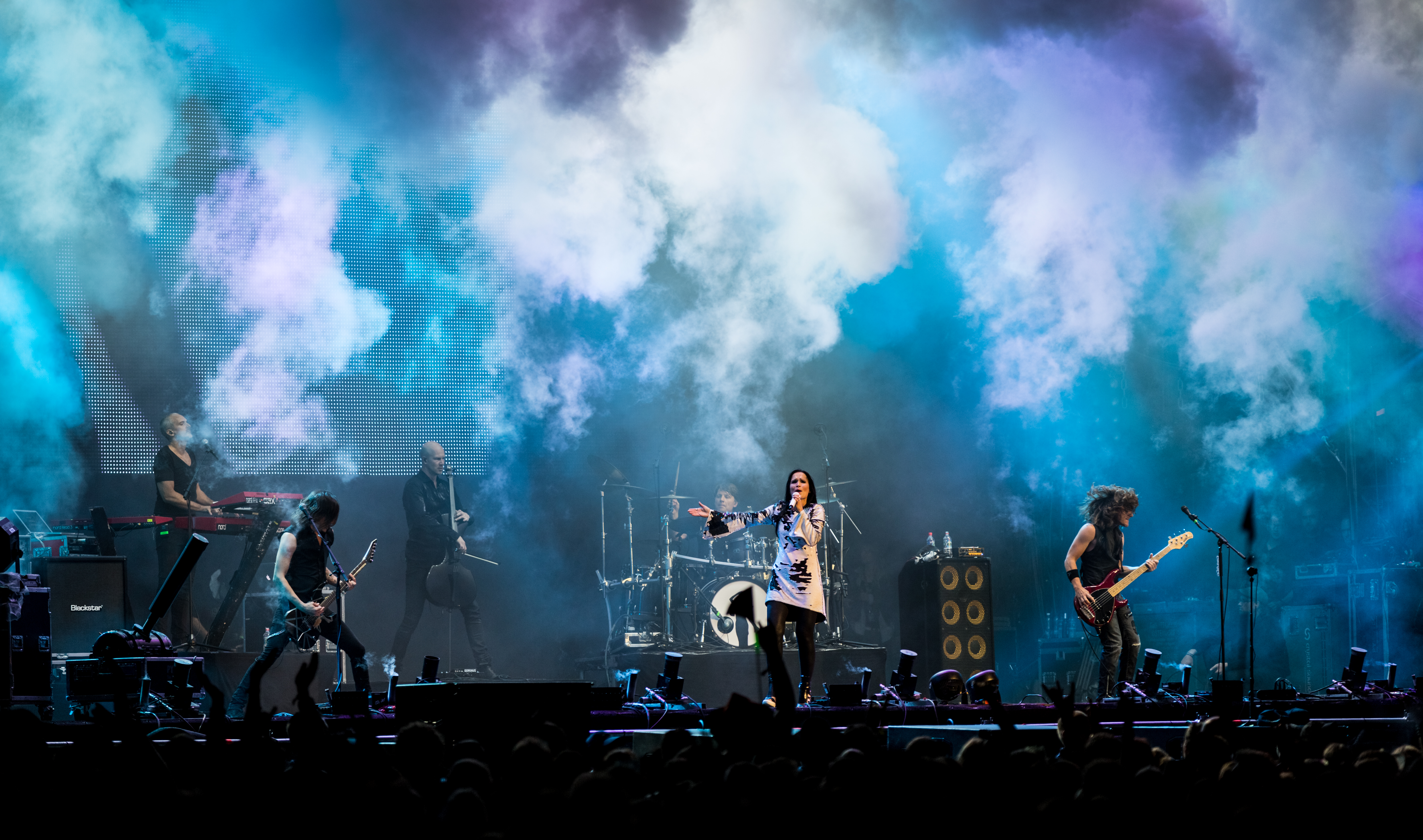
2016年のグループショット

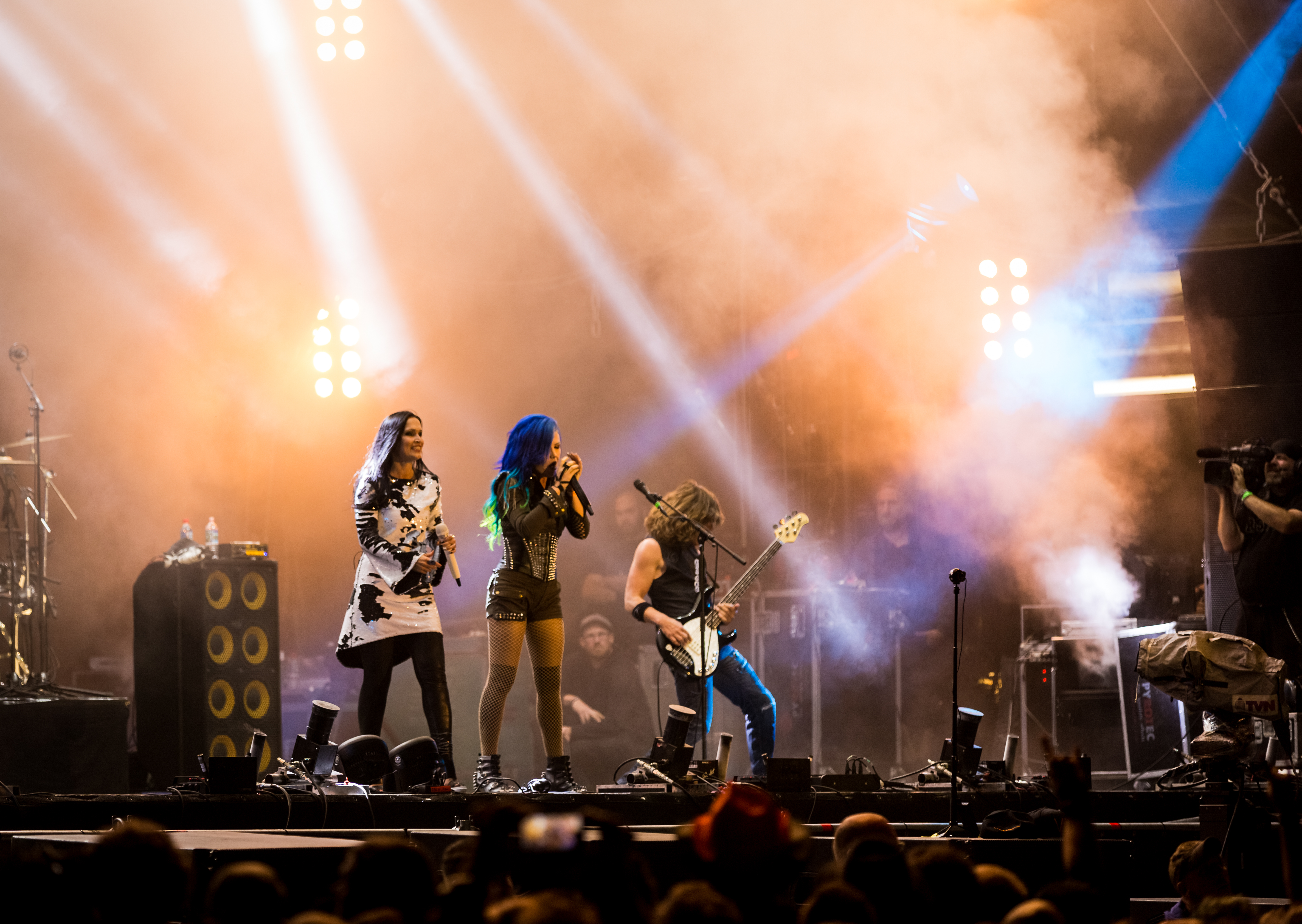
アリッサ・ホワイト＝グラズと共演 - ヴァッケン公演 (2016年8月)

### ソロ名義

#### スタジオ・アルバム
- Henkäys Ikuisuudesta (2006年) ※クリスマス・アルバム
- 『マイ・ウィンター・ストーム』 - My Winter Storm (2007年)
- 『ホワット・ライズ・ビニース』 - What Lies Beneath (2010年)
- 『カラーズ・イン・ザ・ダーク』 - Colours in the Dark (2013年)
- Ave Maria En Plein Air (2015年) ※クラシック・アルバム
- 『ブライテスト・ヴォイド』 - The Brightest Void (2016年)
- 『シャドウ・セルフ』 - The Shadow Self (2016年)
- From Spirits and Ghosts (Score for a Dark Christmas) (2017年) ※クリスマス・アルバム
- 『イン・ザ・ロウ』 - In the Raw (2019年)

#### ライブ・アルバム
- 『アクト1 - ライヴ・イン・ロサリオ』 - Act I: Live in Rosario (2012年)
- Live in Luna Park (2012年)
- 『アクト2』 - Act II (2018年)

#### EP
- The Seer (2008年)

#### シングル
- "Yhden Enkelin Unelma" (2004年)
- "You Would Have Loved This" (2006年)
- "I Walk Alone" (2007年)
- "Die Alive" (2008年)
- "Enough" (2008年)

### ナイトウィッシュ

#### スタジオ・アルバム
- 『エンジェルズ・フォール・ファースト』 - Angels Fall First (1997年)
- 『オーシャンボーン』 - Oceanborn (1998年)
- 『ウィッシュマスター』 - Wishmaster (2000年)
- 『センチュリー・チャイルド』 - Century Child (2002年)
- 『ワンス』 - Once (2004年)

#### ミニ・アルバム
- 『オーヴァー・ザ・ヒルズ・アンド・ファー・アウェイ』 - Over the Hills and Far Away (2001年)
- 『クオレマ・テキー・タイテイヤン』 - Kuolema Tekee Taiteilijan (2004年)

#### コンピレーション・アルバム
- Tales from the Elvenpath (2004年)
- 『ベストウィッシーズ』 - Bestwishes (2005年)
- 『ハイエスト・ホープス』 - Highest Hopes (2005年)

#### シングル
- "The Carpenter" (1997年)
- "Sacrament of Wilderness" (1998年)
- "Passion and the Opera" (1998年)
- "Walking in the Air" (1999年)
- "Sleeping Sun" (1999年)
- "The Kinslayer" (2000年)
- "Deep Silent Complete" (2000年)
- "Ever Dream" (2002年)
- "Bless the Child" (2002年)
- "Nemo" (2004年)
- "Wish I Had an Angel" (2004年)
- 『クオレマ・テキー・タイテイヤン』 - "Kuolema Tekee Taiteilijan" (2004年)
- "The Siren" (2005年)
- "Sleeping Sun" (2005年)

#### 映像作品
- 『フロム・ウィッシュ・トゥ・エタニティ』 - From Wishes to Eternity (2001年)
- End of Innocence (2003年)
- 『エンド・オブ・アン・エラ』 - End of an Era (2006年)